# Xian de Yongqing
Le xian de Yongqing (永清县 ; pinyin : Yǒngqīng Xiàn) est un district administratif de la province du Hebei en Chine. Il est placé sous la juridiction de la ville-préfecture de Langfang.

## Démographie
La population du district était de 375 778 habitants en 1999.